# Coll del Torn (Mosset)
El Coll del Torn és una collada situada a 1.530,2 metres d'altitud en el lloc on es troben els termes comunals de Mosset i d'Orbanyà, tots dos de la comarca del Conflent, a la Catalunya del Nord.
És un coll de muntanya situat a la zona sud-oest del terme de Mosset i al nord del d'Orbanyà, a prop al sud-oest del Pic del Torn i a ponent del Coll del Mener.